# دهستان حومه جنوبی
دهستان حومه جنوبی نام دهستانی در بخش مرکزی شهرستان اسلام‌آباد غرب، استان کرمانشاه در ایران است. براساس سرشماری مرکز آمار ایران در سال ۱۳۸۵، جمعیت آن ۱۵۱۷۳ نفر (۳۳۷۶ خانوار) بوده‌است.